# Světový pohár ve vodním slalomu

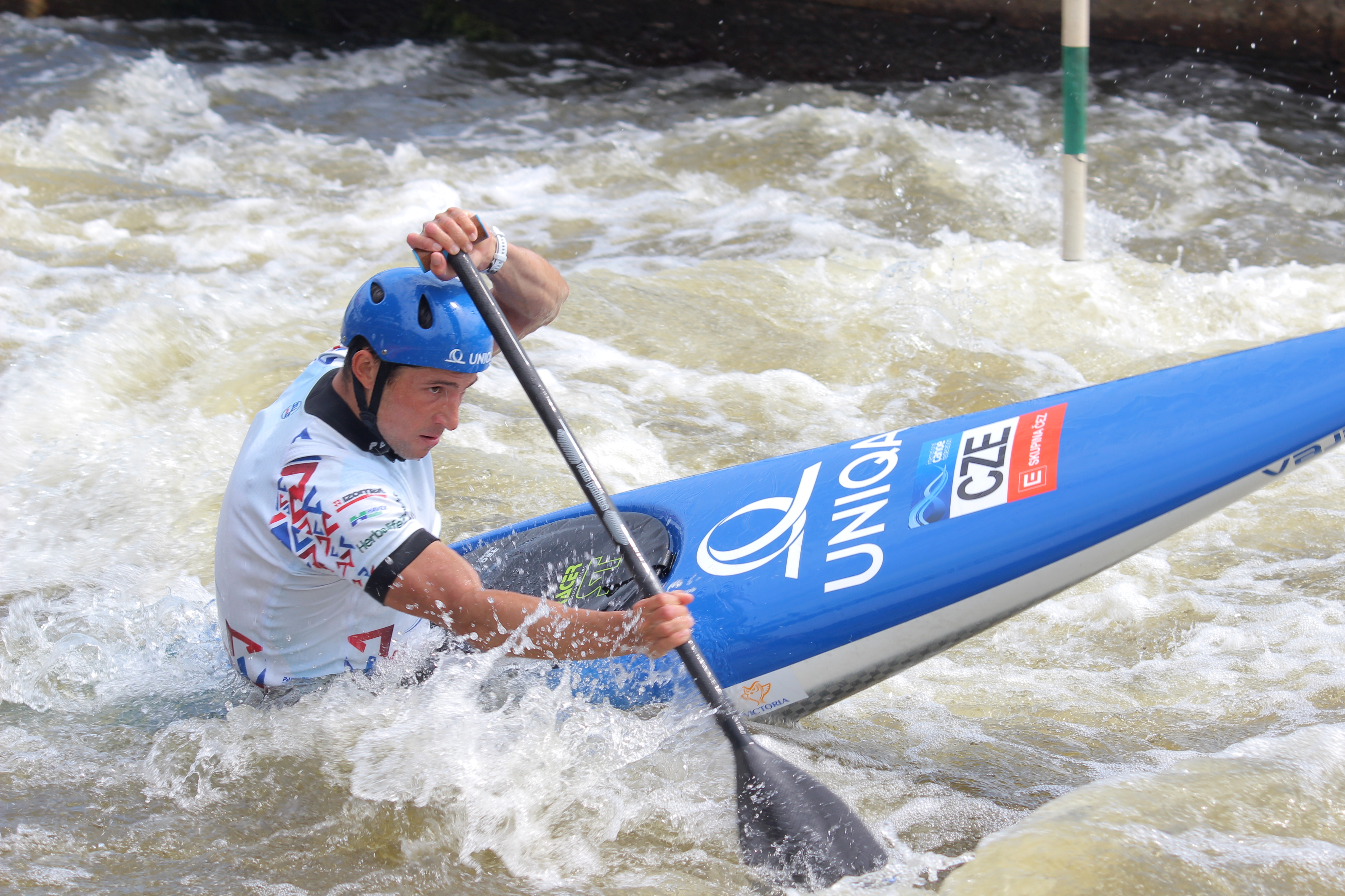
Jiří Prskavec na světovém poháru v Praze-Troji v roce 2023

Světový pohár ve vodním slalomu je série mezinárodních slalomářských závodů organizovaných Mezinárodní kanoistickou federací (ICF) každoročně od sezóny 1988. Každé léto se na vybraných kanálech (obvykle pěti) pořádají závody v jednotlivých disciplínách.
Původně se závodilo ve čtyřech disciplínách: kánoe mužů (C1), deblkánoe mužů (C2), kajak mužů a kajak žen (K1).
Od sezóny 2010 byla do programu zařazena i disciplína kánoe žen. V roce 2017 byla ukončena soutěž deblkánoí, která byla pro rok 2018 nahrazena deblkánoí mix, ale i ta dále nepokračovala. Ve stejném roce se však v ženské i mužské kategorii začalo soutěžit v disciplíně kajak kros (dříve extrémní kajak), která stále pokračuje.

## Pořadí
Vítězovi každého závodu se uděluje 60 bodů, druhý získá 55 bodů, třetí 50. Ti, kteří se umístí níže, získávají různé body podle kategorie (např. za 10. místo v kategorii K1 muži se přiděluje 38 bodů, zatímco v kategorii C1 muži 34 bodů). Za poslední místo v semifinále je vždy 5 bodů. Každý účastník získává alespoň 2 body za účast.
Mírně odlišně se hodnotí závody v kajak krosu a soutěže družstev (hlídek).
V posledním závodě sezóny (finále) se uděluje dvojnásobek bodů pro všechny závodníky, kteří postoupí alespoň do semifinále.

### Celkové hodnocení ročníku
Podle součtu bodů za jednotlivé disciplíny se určuje pořadí závodníků (družstev) v každém ročníku. Pokud dva nebo více sportovců mají stejný počet bodů, určuje se jejich pořadí podle umístění ve finále světového poháru.

## Vítězové světového poháru

### Kanoe
| 1988 | Jon Lugbill          | Lecky Haller/James McEwan             | —                   |                  |                  |
| 1989 | Jon Lugbill          | Jérôme Daille/Gilles Lelievre         | —                   |                  |                  |
| 1990 | Jon Lugbill          | Miroslav Šimek/Jiří Rohan             | —                   |                  |                  |
| 1991 | Gareth Marriott      | Miroslav Šimek/Jiří Rohan             | —                   |                  |                  |
| 1992 | Martin Lang          | Miroslav Šimek/Jiří Rohan             | —                   |                  |                  |
| 1993 | Lukáš Pollert        | Miroslav Šimek/Jiří Rohan             | —                   |                  |                  |
| 1994 | Gareth Marriott      | Miroslav Šimek/Jiří Rohan             | —                   |                  |                  |
| 1995 | Gareth Marriott      | Miroslav Šimek/Jiří Rohan             | —                   |                  |                  |
| 1996 | Patrice Estanguet    | Frank Adisson/Wilfrid Forgues         | —                   |                  |                  |
| 1997 | Patrice Estanguet    | Frank Adisson/Wilfrid Forgues         | —                   |                  |                  |
| 1998 | Michal Martikán      | Roman Štrba/Roman Vajs                | —                   |                  |                  |
| 1999 | Stanislav Ježek      | Pavol Hochschorner/Peter Hochschorner | —                   |                  |                  |
| 2000 | Michal Martikán      | Pavol Hochschorner/Peter Hochschorner | —                   |                  |                  |
| 2001 | Michal Martikán      | Pavol Hochschorner/Peter Hochschorner | —                   |                  |                  |
| 2002 | Stefan Pfannmöller   | Pavol Hochschorner/Peter Hochschorner | —                   |                  |                  |
| 2003 | Tony Estanguet       | Pavol Hochschorner/Peter Hochschorner | —                   |                  |                  |
| 2004 | Tony Estanguet       | Pavol Hochschorner/Peter Hochschorner | —                   |                  |                  |
| 2005 | Robin Bell           | Jaroslav Volf/Ondřej Štěpánek         | —                   |                  |                  |
| 2006 | Michal Martikán      | Pavol Hochschorner/Peter Hochschorner | —                   |                  |                  |
| 2007 | Nico Bettge          | Pavol Hochschorner/Peter Hochschorner | —                   |                  |                  |
| 2008 | Robin Bell           | Pavol Hochschorner/Peter Hochschorner | —                   |                  |                  |
| 2009 | David Florence       | Ladislav Škantár/Peter Škantár        | —                   |                  |                  |
| 2010 | Matej Beňuš          | Ladislav Škantár/Peter Škantár        | Cchen Nan-čchin     |                  |                  |
| 2011 | Stanislav Ježek      | Pavol Hochschorner/Peter Hochschorner | Rosalyn Lawrencová  |                  |                  |
| 2012 | Alexander Slafkovský | Pierre Labarelle/Nicolas Peschier     | Rosalyn Lawrencová  |                  |                  |
| 2013 | Sideris Tasiadis     | Gauthier Klauss/Matthieu Péché        | Jessica Foxová      |                  |                  |
| 2014 | Michal Martikán      | Ladislav Škantár/Peter Škantár        | Kateřina Hošková    |                  |                  |
| 2015 | Matej Beňuš          | Gauthier Klauss/Matthieu Péché        | Jessica Foxová      |                  |                  |
| 2016 | Alexander Slafkovský | Pierre Picco/Hugo Biso                | Mallory Franklinová |                  |                  |
| 2017 | Sideris Tasiadis     | Robert Behling/Thomas Becker          | Jessica Foxová      |                  |                  |
| 2018 | Alexander Slafkovský | —                                     | Jessica Foxová      |                  |                  |
| 2019 | Matej Beňuš          | —                                     | Jessica Foxová      |                  |                  |
| 2020 | nevyhlašovalo se     | nevyhlašovalo se                      | nevyhlašovalo se    | nevyhlašovalo se | nevyhlašovalo se |
| 2021 | Denis Garguad Chanut | —                                     | Tereza Fišerová     |                  |                  |
| 2022 | Nicolas Gestin       | —                                     | Tereza Fišerová     |                  |                  |
| 2023 | Luka Božič           | —                                     | Jessica Foxová      |                  |                  |
| 2024 | Matej Beňuš          | —                                     | Jessica Foxová      |                  |                  |
| 2025 |                      | —                                     |                     |                  |                  |

### Kajak
| Sezóna | K1 muži            | K1 ženy               | Kajak kros muži  | Kajak kros ženy       |                  |
| ------ | ------------------ | --------------------- | ---------------- | --------------------- | ---------------- |
| 1988   | Richard Fox        | Dana Chladeková       | —                | —                     |                  |
| 1989   | Richard Fox        | Myriam Jerusalmiová   | —                | —                     |                  |
| 1990   | Pierpaolo Ferrazzi | Myriam Jerusalmiová   | —                | —                     |                  |
| 1991   | Richard Fox        | Myriam Jerusalmiová   | —                | —                     |                  |
| 1992   | Pierpaolo Ferrazzi | Štěpánka Hilgertová   | —                | —                     |                  |
| 1993   | Scott Shipley      | Kordula Striepeckeová | —                | —                     |                  |
| 1994   | Shaun Pearce       | Lynn Simpsonová       | —                | —                     |                  |
| 1995   | Scott Shipley      | Lynn Simpsonová       | —                | —                     |                  |
| 1996   | Thomas Becker      | Lynn Simpsonová       | —                | —                     |                  |
| 1997   | Scott Shipley      | Irena Pavelková       | —                | —                     |                  |
| 1998   | Paul Ratcliffe     | Štěpánka Hilgertová   | —                | —                     |                  |
| 1999   | Paul Ratcliffe     | Susanne Hirtová       | —                | —                     |                  |
| 2000   | Paul Ratcliffe     | Elena Kaliská         | —                | —                     |                  |
| 2001   | Thomas Schmidt     | Elena Kaliská         | —                | —                     |                  |
| 2002   | Fabien Lefèvre     | Mandy Planertová      | —                | —                     |                  |
| 2003   | David Ford         | Elena Kaliská         | —                | —                     |                  |
| 2004   | Campbell Walsh     | Elena Kaliská         | —                | —                     |                  |
| 2005   | Fabian Dörfler     | Elena Kaliská         | —                | —                     |                  |
| 2006   | Erik Pfannmöller   | Elena Kaliská         | —                | —                     |                  |
| 2007   | Fabian Dörfler     | Jasmin Schornbergová  | —                | —                     |                  |
| 2008   | Erik Pfannmöller   | Katrina Lawrencová    | —                | —                     |                  |
| 2009   | Peter Kauzer       | Jana Dukátová         | —                | —                     |                  |
| 2010   | Daniele Molmenti   | Jana Dukátová         | —                | —                     |                  |
| 2011   | Peter Kauzer       | Jana Dukátová         | —                | —                     |                  |
| 2012   | Étienne Daille     | Urša Krageljová       | —                | —                     |                  |
| 2013   | Sebastian Schubert | Jana Dukátová         | —                | —                     |                  |
| 2014   | Sebastian Schubert | Corinna Kuhnleová     | —                | —                     |                  |
| 2015   | Peter Kauzer       | Corinna Kuhnleová     | —                | —                     |                  |
| 2016   | Mathieu Biazizzo   | Ricarda Funková       | —                | —                     |                  |
| 2017   | Vít Přindiš        | Ricarda Funková       | —                | —                     |                  |
| 2018   | Jiří Prskavec      | Jessica Foxová        | Pavel Eigel      | Martina Wegmanová     |                  |
| 2019   | Jiří Prskavec      | Jessica Foxová        | Pedro Goncalves  | Ashley Nee            |                  |
| 2020   | nevyhlašovalo se   | nevyhlašovalo se      | nevyhlašovalo se | nevyhlašovalo se      | nevyhlašovalo se |
| 2021   | Vít Přindiš        | Jessica Foxová        | Vít Přindiš      | Caroline Trompeterová |                  |
| 2022   | Jiří Prskavec      | Jessica Foxová        | Vojtěch Heger    | Mallory Franklinová   |                  |
| 2023   | Vít Přindiš        | Jessica Foxová        | Joe Clarke       | Kimberly Woodsová     |                  |
| 2024   | Anatole Delassus   | Ricarda Funková       | Joe Clarke       | Kimberly Woodsová     |                  |
| 2025   |                    |                       |                  |                       |                  |